# 冨田弘一郎
冨田 弘一郎（とみた こういちろう、1925年2月16日 - 2006年5月22日）は、日本の天文学者。本格的なプロフェッショナルの天体観測を公共の天文台で職業として行なった草分け的な日本人の一人である。
東京府（現・東京都）出身。小惑星を多数発見し、2009年までにそのうち9個が番号登録され、7個が命名されている。
小惑星 (2391) 冨田は彼にちなんで命名された。

## 略歴
- 1947年：青山学院専門学校（現・青山学院大学）を卒業、東京天文台に入台し、働きながら、広瀬秀雄に天文学を学ぶ[1][2]。広瀬、香西洋樹とともに、小惑星の探索を行う。
- 1955年：師の広瀬とともに、しぶんぎ座流星群の歴史的な多点写真観測を行ない、流星の軌道を決定した（『四分儀座流星群の写真観測』廣瀬秀雄・冨田弘一郎、東京天文台報第11巻第2冊）。
- 1964年：冨田・ゲルバー・本田彗星を発見[1]。
- 1971年：東京天文台天体掃索部所属。このころ多くの周期彗星を検出。
- 1973年：月までの距離をレーザー光にて測定する観測に参加。
- 1976年：ウェスト彗星の核分裂の観測を詳細に行なった。
- 1978年 - 1982年：フランスのCERGAにて、小惑星を多数発見。
- 1985年：東京天文台講師を定年退官。
- 1998年：『日本の小惑星命名宝鑑』を完成。
- 2004年：体が衰弱し入院、静養。
- 2006年5月22日：自宅にて81歳で永眠[1]。

## 著書

### 単著
- 『天体観測入門・流星写真のとり方』（恒星社厚生閣、1955年）
- 『太陽系・水星』（恒星社厚生閣 新天文学講座2、新版 1963年）
- 『天文台と観測器械・望遠鏡の取扱い方』（恒星社厚生閣 新天文学講座11、新版 1964年）
- 『天体写真の撮影』（恒星社厚生閣 天体観測シリーズ10、1969年）
- 『彗星の話』（岩波書店 岩波新書、1972年）。ロシア語にも翻訳された（1982年）。
- 『星座12カ月』（岩波書店 岩波ジュニア新書、1980年）
- 『天体望遠鏡をもとう』（岩波書店 星の世界をたずねる、1984年）
- 『天体写真』（恒星社厚生閣 アストラルシリーズ、1985年）
- 『天体画像』（恒星社厚生閣 アストラルシリーズ、1985年）
- 『ぼくらの天文・気象・地球15 星とわたしたち』（岩崎書店、1987年）
- 『日本アマチュア天文史・人工衛星』（恒星社厚生閣、1987年）
- 『宇宙と星の基礎知識・はじめて使う場合 どんな望遠鏡がよいですか』（講談社、1989年）
- 『続 日本アマチュア天文史・望遠鏡と観測機械』（恒星社厚生閣、1994年）

### 共著
- 『小学館の学習百科図鑑 27 星座 夜空の四季』（斎藤馨児・原恵との共著、小学館、1980年）
- 『宇宙－星と観測』（小学館、1983年）